# Microrregión de Codó
La Microrregión de Codó es una de las  microrregiones del estado brasileño del Maranhão perteneciente a la Mesorregión del Este Maranhense. Su población fue estimada en 2006 por el IBGE en 259.813 habitantes y está dividida en seis municipios. Posee un área total de 9.910,230 km².

## Municipios
- Alto Alegre do Maranhão
- Capinzal do Norte
- Codó
- Coroatá
- Peritoró
- Timbiras

- Datos: Q2469296